# Tony Slattery
Anthony Declan James (Tony) Slattery (Stonebridge (Londen), 9 november 1959 – 14 januari 2025) was een Britse acteur en komiek, die vooral in de jaren 1980-2000 zeer actief was in vele theatershows en televisieprogramma's. Na herstel van een persoonlijke crisis deed hij het in de 21e eeuw wat rustiger aan.

## Biografie
Slattery werd geboren als kind van katholieke Ierse immigranten. Als kind hoorde hij bij het Engelse jeugdteam voor judo. Hij ging naar de Gunnersbury Boys Grammar School in West-Londen, en studeerde later Middeleeuwse en Moderne Talen, voornamelijk Frans en Spaans, aan Trinity College (Cambridge). Als president van Footlights, de studententoneelgroep in Cambridge, werkte hij samen met Stephen Fry, Hugh Laurie en Emma Thompson. Ze kwamen in 1982 voor het eerst op televisie met de Cambridge Footlights Revue.
In 1983 had hij een rol in het programma Saturday Stayback. Hij was een vaste speler in het improvisatieprogramma Whose Line Is It Anyway?. Hij deed mee aan de televisie- en radioserie Just a Minute en aan de live-versie ervan op het Edinburgh Festival. Serieuze rollen had hij in The Crying Game, To Die For, Peter's Friends en The Wedding Tackle. Ook speelde hij in de musicals Me and My Girl en Radio Times en in het toneelstuk Neville's Island. Hij werd vooral bekend van het improvisatieprogramma Whose Line Is It Anyway? waaraan hij tussen 1988 en 1995 meedeed. Ook verscheen hij meerdere malen in het satirische tv-programma Have I Got News For You.
In de late jaren 80 werd Slattery filmcriticus en kreeg hij zijn eigen televisieprogramma Saturday Night at the Movies. Ook verscheen hij in de sitcom That's Love. Hij was ook regelmatig te gast bij The Comedy Store. In 1992 kwam de film Carry On Columbus uit en verscheen hij ook in de serie Dead Ringer. In dezelfde periode (en opnieuw in 1999) was hij als stemacteur te horen in de serie Red Dwarf.
In de vroege jaren 90 was Slattery zo vaak op tv dat hij zelf het mikpunt werd van satire. Private Eye publiceerde een cartoon die suggereerde dat Slattery de tekst "Yes, I'll do it!" op zijn antwoordapparaat had staan. In 1996 kreeg hij een midlifecrisis. Hij sloot zich zes maanden op in zijn huis zonder de telefoon te beantwoorden of de deur voor iemand te openen. "I just sat" ("Ik zat alleen maar"). Op een bepaald moment braken vrienden zijn deur open en haalden hem over zich te laten opnemen. In Stephen Fry's documentaire The Secret Life of the Manic Depressive (2006) vertelt hij dat hij manisch-depressief was, enige tijd in een pakhuis woonde en zijn meubels in de Theems gooide. Slattery keerde terug op televisie in de serie Kingdom met Stephen Fry, waarin hij speelde van 2007 tot 2009.
Slattery overleed op 14 januari 2025 op 65-jarige leeftijd aan de gevolgen van een hartaanval die hij twee dagen eerder kreeg.